# Pavlovci (Újkapela)
Pavlovci falu Horvátországban, Bród-Szávamente megyében. Közigazgatásilag Újkapelához tartozik.

## Fekvése
Bródtól légvonalban 27, közúton 40 km-re északnyugatra, Pozsegától   légvonalban 9, közúton 17 km-re délre, községközpontjától 6 km-re északkeletre, Nyugat-Szlavóniában, a Pozsegai-hegység déli lejtőin fekszik.

## Története
A település középkori létezése vitatott. Engel Pál a középkori Orljavicát a mai Gornji, Srednji és Donji Lipovac környékére, Újkapela közelébe helyezi. Ive Mazuran az 1698-as kamarai összeírást tárgyaló művében Pavlovcit egyértelműen a középkori Orljavicával azonosítja, melyet 1275-ben „Terra Oryoycha” alakban említenek először. Orljavicát 1698-ban a kamarai összeírásban „Orljavicza” néven hajdútelepülésként találjuk a török uralom alól felszabadított szlavóniai települések között. A szlavóniai településeket tárgyaló szerzők közül sem Csánki, sem Zirdum nem azonosítja Orljavicával. Csánki csak annyit állapít meg, hogy Orljavica Komiricha és Gradpotok mellett feküdt, ezért Pleternicától délre kell keresni a Száva és a Crnac mentén. Andrija Zirdum Orljavicát meg sem említi Pavlovcival kapcsolatban. Megállapítja, hogy ilyen település a kamarai összeírásban nem szerepel. Zirdumnál 1730-ban az egyházi vizitációban bukkan fel először 9 katolikus házzal és a régi, romos Szent Miklós fatemplommal, mely körül temető volt. 1746-ban is a romos templomot említik. Az 1804-es jelentésben említik először az új Szent Miklós templomot, melynek egyik oldalfala a régi templomra támaszkodik. 1760-ban a falut 8 házzal, 12 családdal és 70 lakossal említik.
Az első katonai felmérés térképén „Pavlovcze” néven található. A gradiskai ezredhez tartozott. Lipszky János 1808-ban Budán kiadott repertóriumában „Pavlovczi” néven szerepel. Nagy Lajos 1829-ben kiadott művében „Pavlovczi” néven 41 házzal, 219 katolikus vallású lakossal találjuk. A katonai közigazgatás megszüntetése után 1871-ben Pozsega vármegyéhez csatolták.
A településnek 1857-ben 205 lakosa volt. 1881-től Pozsega vármegye Újgradiskai járásának része volt. Az első világháború után 1918-ban az új szerb-horvát-szlovén állam, majd később (1929-ben) Jugoszlávia része lett. A település 1991-től a független Horvátországhoz tartozik. 1991-ben lakossága horvát nemzetiségű volt. 2011-ben 40 lakosa volt.

## Lakossága
| Lakosság változása | Lakosság változása | Lakosság változása | Lakosság változása | Lakosság változása | Lakosság változása | Lakosság változása | Lakosság változása | Lakosság változása | Lakosság változása | Lakosság változása | Lakosság változása | Lakosság változása | Lakosság változása | Lakosság változása | Lakosság változása |
| ------------------ | ------------------ | ------------------ | ------------------ | ------------------ | ------------------ | ------------------ | ------------------ | ------------------ | ------------------ | ------------------ | ------------------ | ------------------ | ------------------ | ------------------ | ------------------ |
| 1857               | 1869               | 1880               | 1890               | 1900               | 1910               | 1921               | 1931               | 1948               | 1953               | 1961               | 1971               | 1981               | 1991               | 2001               | 2011               |
| 205                | 0                  | 0                  | 0                  | 0                  | 0                  | 0                  | 0                  | 264                | 261                | 231                | 152                | 124                | 82                 | 69                 | 40                 |

(1869 és 1931 között lakosságát Gornji Lipovachoz számították.)

## Nevezetességei
Szent Valentin tiszteletére szentelt római katolikus kápolnája 1909-ben épült.